# 폴란드의 국가원수
1916년 이전의 국가원수에 대해서는 폴란드의 군주 참조.
| 초상                              | 초상                                                                                     | 성명 (생몰)                                                                              | 재임                            | 재임                            | 정당                                    | 총리 | 비고 |
| 초상                              | 초상                                                                                     | 성명 (생몰)                                                                              | 취임                            | 퇴임                            | 정당                                    | 총리 | 비고 |
| 폴란드 섭정왕국 (1916년–1918년)   | 폴란드 섭정왕국 (1916년–1918년)                                                          | 폴란드 섭정왕국 (1916년–1918년)                                                          | 폴란드 섭정왕국 (1916년–1918년) | 폴란드 섭정왕국 (1916년–1918년) | 폴란드 섭정왕국 (1916년–1918년)         | 폴란드 섭정왕국 (1916년–1918년) | 폴란드 섭정왕국 (1916년–1918년) |
| --------------------------------- | ---------------------------------------------------------------------------------------- | ---------------------------------------------------------------------------------------- | ------------------------------- | ------------------------------- | --------------------------------------- | --- | --- |
|                                   |                                                                                          | 임시국가평의회 바츨라프 니에모요프스키; 유제프 미쿠와프스키포모르스키                    | 1916년 11월 5일                 | 1917년 8월 25일                 |                                         | | |
|                                   |                                                                                          | 섭정평의회 알렉산데르 카코프스키; 즈지스와프 루보미르스키; 유제프 오스트로프스키         | 1917년 10월 15일                | 1918년 11월 14일                |                                         | | |
| 폴란드 제2공화국 (1918년–1939년)  |                                                                                          |                                                                                          |                                 |                                 |                                         | | |
| 국가수령                          |                                                                                          |                                                                                          |                                 |                                 |                                         | | |
|                                   |                                                                                          | 유제프 피우수트스키 (1867년–1935년)                                                      | 1918년 11월 14일                | 1922년 12월 11일                | 무소속                                  | 모라체프스키 - 파데레프스키 - 스쿨스키 - 그랍스키 - 비토스 - 포니코프스키 - 실리빈스키 - 노바크                                                                                    | 1918년까지 임시 국가원수. |
| 공화국대통령                      |                                                                                          |                                                                                          |                                 |                                 |                                         | | |
|                                   |                                                                                          | 가브리엘 나루토비치 (1865년–1922년)                                                      | 1922년 12월 11일                | 1922년 12월 16일                | 무소속 폴란드 인민해방당의 지지         | 노바크 | 암살됨 |
|                                   |                                                                                          | 마치에이 라타이 (1884년–1940년) 권한대행                                                 | 1922년 12월 16일                | 1922년 12월 22일                | 폴란드 인민 피아스트당                  | 시코르스키 | 의회의장. |
|                                   |                                                                                          | 스타니스와프 보이체호프스키 (1869년–1953년)                                              | 1922년 12월 22일                | 1926년 5월 14일                 | 폴란드 인민 피아스트당                  | 시코르스키 - 비토스 - 그라브스키 - 스크르진스키 - 비토스 | 5월 쿠데타로 쫓겨남. |
|                                   |                                                                                          | 마치에이 라타이 (1884년–1940년) 권한대행                                                 | 1926년 5월 14일                 | 1926년 6월 4일                  | 폴란드 인민 피아스트당                  | 바르텔 | 의회의장. |
|                                   |                                                                                          | 이그나치 모시치츠키 (1867년–1946년)                                                      | 1926년 6월 4일                  | 1939년 9월 30일                 | 사나치아                                | 피우수트스키 - 바르텔 - 시비탈스키 - 바르텔 - 스와베크 - 피우수트스키 - 스와베크 - 프리스토르 - 옝제예비치 - 코즈워프스키 - 스와베크 - 진드람코시치아우코프스키 - 스크와트코프스키 | 1939년 9월 17일 폴란드 침공으로 나라가 망하면서 루마니아로 망명.                                                                                                  |
| 폴란드 망명정부 (1939년–1990년)   |                                                                                          |                                                                                          |                                 |                                 |                                         | | |
|                                   |                                                                                          | 브와디스와프 라치키에비치 (1885년–1947년)                                                | 1939년 9월 30일                 | 1947년 6월 6일                  | 무소속                                  | 시코르스키 - 미코와이치크 - 아르치셰프스키 | 1945년 7월 6일 서방 연합국의 배신으로 유일 정통정부 지위 상실. |
|                                   |                                                                                          | 아우구스트 살레스키 (1883년–1972년)                                                      | 1947년 6월 9일                  | 1972년 4월 8일                  | 무소속                                  | 부르코모로프스키 - 토마셰프스키 - 오지에진스키 - 흐리니에프스키 - 마키에비치 - 한케 - 파용크 - 자비샤 - 무흐니에프스키                                                             | 1954년 이후 삼인회에게 거부받음. |
|                                   |                                                                                          | 스타니스와프 오스트로프스키 (1892년–1982년)                                              | 1972년 4월 9일                  | 1979년 3월 24일                 | 무소속                                  | 무흐니에프스키 - 우르반스키 - 사바트 | |
|                                   |                                                                                          | 에드바르트 라신스키 (1891년–1993년)                                                      | 1979년 4월 8일                  | 1986년 4월 8일                  | 무소속                                  | 사바트 | |
|                                   |                                                                                          | 카지미에시 사바트 (1913년–1989년)                                                        | 1986년 4월 8일                  | 1989년 7월 19일                 | 무소속                                  | 슈체파니크 | |
|                                   |                                                                                          | 리사르트 카초로프스키 (1919년–2010년)                                                    | 1989년 7월 19일                 | 1990년 12월 22일                | 무소속                                  | 슈체파니크 | 1990년 12월 22일 레흐 바웬사가 제3공화국 대통령으로 선출되자 사임.                                                                                                |
| 폴란드 인민공화국 (1944년–1989년) |                                                                                          |                                                                                          |                                 |                                 |                                         | | |
| 인민평의회 상무회장               |                                                                                          |                                                                                          |                                 |                                 |                                         | | |
|                                   |                                                                                          | 볼레스와프 비에루트 (1892년–1956년)                                                      | 1944년 12월 31일                | 1947년 2월 5일                  | 폴란드 노동자당                         | 오수프카모라프스키 | 1944년 12월 31일 소련의 점령 하에 선거가 이루어져 인민공화국이 수립되었고 1945년 7월 6일 이후 영미도 이를 합법정부로 승인한다.                                    |
| 공화국대통령                      |                                                                                          |                                                                                          |                                 |                                 |                                         | | |
|                                   |                                                                                          | 볼레스와프 비에루트 (1892년–1956년)                                                      | 1947년 2월 5일                  | 1952년 11월 20일                | 폴란드 노동자당 → 폴란드 연합노동자당   | 치란키에비츠 | 1948년 12월 이후 폴란드 연합노동자당 서기장 겸임. |
| 국가평의회 주석                   |                                                                                          |                                                                                          |                                 |                                 |                                         | | |
|                                   |                                                                                          | 알렉산데르 자바츠키 (1899년–1964년)                                                      | 1952년 11월 20일                | 1964년 8월 7일                  | 폴란드 연합노동자당                     | 비에루트 - 치란키에비츠 | 재임 중 암으로 사망. |
|                                   | 에드바르트 오하프 스타니스와프 쿨친스키 오스카르 랑게 볼레스와프 포데트보르니 (권한대행) | 에드바르트 오하프 스타니스와프 쿨친스키 오스카르 랑게 볼레스와프 포데트보르니 (권한대행) | 1964년 8월 7일                  | 1964년 8월 12일                 | 폴란드 연합노동자당                     | 치란키에비츠 | 부주석들이 공동권한대행. |
|                                   |                                                                                          | 에드바르트 오하프 (1906년–1989년)                                                        | 1964년 8월 12일                 | 1968년 4월 10일                 | 폴란드 연합노동자당                     | 치란키에비츠 | |
|                                   |                                                                                          | 마리얀 스피할스키 (1906년–1980년)                                                        | 1968년 4월 10일                 | 1970년 12월 23일                | 폴란드 연합노동자당                     | 치란키에비츠 | |
|                                   |                                                                                          | 유제프 치란키에비츠 (1911년–1989년)                                                      | 1970년 12월 23일                | 1972년 3월 28일                 | 폴란드 연합노동자당                     | 야로셰비츠 | |
|                                   |                                                                                          | 헨리크 야블론스키 (1909년–2003년)                                                        | 1972년 3월 28일                 | 1985년 11월 6일                 | 폴란드 연합노동자당                     | 바비우흐 - 핀코프스키 - 야루젤스키 | |
|                                   |                                                                                          | 보이치에흐 야루젤스키 (1923년–2014년)                                                    | 1985년 11월 6일                 | 1989년 7월 19일                 | 폴란드 연합노동자당                     | 메스네르 - 라코프스키 | 폴란드 연합노동자당 서기장 겸임. |
| 인민공화국대통령                  |                                                                                          |                                                                                          |                                 |                                 |                                         | | |
|                                   |                                                                                          | 보이치에흐 야루젤스키 (1923년–2014년)                                                    | 1989년 7월 19일                 | 1989년 12월 30일                | 폴란드 연합노동자당                     | 키슈차크 - 마조비에츠키 | 폴란드 원탁회의에서 폴란드 연합노동자당과 연대자유노조 사이에 이루어진 합의에 따라 국가평의회가 폐지되고 대신 국가평의회 주석이 인민공화국대통령으로 추대되었다.  |
| 폴란드 제3공화국 (1989년–현재)    |                                                                                          |                                                                                          |                                 |                                 |                                         | | |
| 공화국대통령                      |                                                                                          |                                                                                          |                                 |                                 |                                         | | |
| 1                                 |                                                                                          | 보이치에흐 야루젤스키 (1923년–2014년)                                                    | 1989년 12월 31일                | 1990년 12월 22일                | 폴란드 연합노동자당                     | 마조비에츠키 | |
| 2                                 |                                                                                          | 레흐 바웬사 (1943–)                                                                      | 1990년 12월 22일                | 1995년 12월 22일                | 연대자유노조                            | 비엘레츠키 - 올셰프스키 - 파블라크 - 수호츠카 - 파블라크 - 올렉시 | 1990년 대선에서 선출. 최초의 직선 대통령. |
|                                   |                                                                                          | 알렉산데르 크바시니에프스키 (1954년–)                                                    | 1995년 12월 23일                | 2000년 12월 23일                | 폴란드 공화국 사회민주당                | 올렉시 - 치모셰비치 - 부제크 | 1995년 대선에서 선출. |
| 3                                 | 2000년 12월 23일                                                                         | 알렉산데르 크바시니에프스키 (1954년–)                                                    | 2005년 12월 23일                | 무소속                          | 부제크 - 밀레르 - 벨카 - 마르친키에비치 | 2000년 대선에서 재선. 제3공화국 최초의 연임 대통령. | |
| 4                                 |                                                                                          | 레흐 카친스키 (1949년–2010년)                                                            | 2005년 12월 23일                | 2010년 4월 10일                 | 법과 정의당                             | 마르친키에비치 - 카친스키 - 투스크 | 2005년 대선에서 선출. 카틴 학살 추모 행사 참여를 위해 비행기로 이동 중 추락사고로 망명정부 마지막 대통령 리사르트 카초로프스키 등 국가 요인 80여명과 함께 떼죽음. |
| -                                 |                                                                                          | 브로니스와프 코모로프스키 (1952년–) 권한대행                                             | 2010년 4월 10일                 | 2010년 7월 8일                  | 시민 연단                               | 투스크 | 하원의장. 차기 대통령 후보로 출마하기 위해 권한대행 사임. |
| -                                 |                                                                                          | 보그단 보루세비츠 (1949–) 권한대행                                                       | 2010년 7월                      | 2010년 7월                      | 시민 연단                               | 투스크 | 상원의장. |
| -                                 |                                                                                          | 그제고시 셰티나 (1963–) 권한대행                                                         | 2010년 7월 8일                  | 2010년 8월 6일                  | 시민 연단                               | 투스크 | 하원의장. |
| 5                                 |                                                                                          | 브로니스와프 코모로프스키 (1952–)                                                        | 2010년 8월 6일                  | 2015년 8월 6일                  | 시민 연단                               | 투스크 - 코파치 | 2010년 대선에서 선출. |
| 6                                 |                                                                                          | 안제이 두다 (1972년–)                                                                    | 2015년 8월 6일                  | 현임                            | 법과 정의당                             | 코파치 - 시드워 | 2015년 대선에서 선출. |

## 같이 보기
- 폴란드의 군주 목록
- 폴란드의 총리